# 達爾格倫鎮區 (明尼蘇達州卡弗縣)
達爾格倫鎮區（英語：Dahlgren Township）是位於美國明尼蘇達州卡弗縣的一個行政鎮區。

## 歷史
達爾格倫鎮區於1864年設立，得名自聯邦海軍軍官約翰·A·達爾格倫（John A. Dahlgren）。

## 地方資料
達爾格倫鎮區的面積為93.00平方千米，當中陸地面積為91.90平方千米，而水域面積為1.10平方千米。根據2020年美國人口普查的數據，當地共有人口1442人，而人口密度為每平方千米15.51人。